# Katherine Hankey

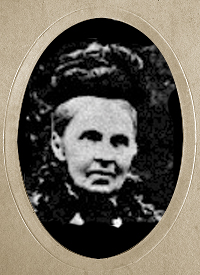
Katherine Hankey w starszym wieku

Katherine Hankey (ur. 12 stycznia 1834, zm. 9 maja 1911) – angielska katechetka i poetka.

## Życiorys
Urodziła się jako Arabella Katherine Hankey. Była córką bogatego londyńskiego bankiera. Jej rodzice byli gorliwymi anglikanami. Ona sama pozostawała pod wpływem metodyzmu Johna Wesleya. Zorganizowała i prowadziła szkółki niedzielne. Była też razem z bratem na misji w Afryce, gdzie pracowała jako pielęgniarka. W 1866 roku zapadła na poważną chorobę. Podczas rekonwalescencji napisała długi wiersz The Old, Old Story, składający się z dwóch części, zatytułowanych The Story Wanted i The Story Told.